# Matt Kassian
Matt Kassian, född 28 oktober 1986, är en kanadensisk professionell ishockeyspelare som spelar för Ottawa Senators i NHL. Han har tidigare representerat Minnesota Wild.
Kassian draftades i andra rundan i 2005 års draft av Minnesota Wild som 57:e spelare totalt.